# Parti de l'union syriaque
La Parti de l'union syriaque (Syrie) (en syriaque : ܓܒܐ ܕܚܘܝܕܐ ܣܘܪܝܝܐ, et en arabe : حزب الإتحاد السرياني في سوريا), plus couramment abrégé en SUP, est un parti politique laïc assyrien/syriaque en Syrie qui représente les intérêts des Syro-Assyriens et de leurs communautés en Syrie et est engagé dans l'idéologie de la modernisation de Dawronoye.
Créé le 1er octobre 2005, depuis le début de la guerre civile syrienne, elle s'est positionnée du côté des forces kurdes laïques, démocratiques, socialistes et fédéralistes du Rojava, sceptiques à la fois à l'égard du gouvernement baasiste syrien de Bachar el-Assad et de la coalition nationale des forces de l'opposition et de la révolution.

## Rôle politique dans le canton de Jazira du Rojava
Avec le début de la guerre civile syrienne en 2011, le Parti de l'Union syriaque s'est rallié au Parti de l'Union démocratique kurde (PYD), avec lequel il partage une idéologie laïque, pro-modernisation et démocratique directe.  Il a trois députés au Conseil démocratique syrien, la législature de l' administration autonome du nord et de l'est de la Syrie.
Le Parti de l'Union syriaque a créé la milice du Conseil militaire syriaque ainsi que la force de police de Sutoro (en) pour protéger les communautés assyriennes dans leurs zones d'implantation dans le nord-est de la Syrie. Sutoro est intégré à la police générale Asayish du canton de Jazira de la Fédération démocratique du nord de la Syrie, mais la branche de Qamishli s'est par la suite détachée pour s'aligner sur le gouvernement Assad sous le nom de Sootoro. Le Conseil militaire syriaque a coopéré étroitement avec les Unités de protection du peuple kurde (YPG) et est devenu plus tard une partie des Forces démocratiques syriennes (FDS).

## Persécution par le gouvernement Assad
Le Parti de l'Union syriaque a fait l'objet d'une répression continue de la part du gouvernement Assad pendant la guerre civile, bien qu'il fasse partie de l'organe de coordination nationale de l' opposition nationale non-violente et officiellement tolérée. Le 6 juin 2013, les forces gouvernementales ont fait une descente au domicile de Qamishli du membre du Comité exécutif du SUP, Rubel Gabriel Bahho, l'ont arrêté puis emprisonné. Le 12 août 2013, les forces de sécurité ont appréhendé le vice-président du SUP Sait Malki Cosar - le père du chef du Sutoro Johann Cosar - alors qu'il débarquait à l' aéroport de Qamishli après une visite en Suisse, où il détient la double nationalité. Après avoir été détenu à Qamishli pendant plusieurs jours, Cosar a été transféré dans une prison près de Damas et tout contact avec lui a été perdu. Aucun des responsables des partis n’est connu pour avoir été officiellement inculpé ou jugé par un tribunal, et aucun des deux n’a été libéré ou entendu depuis son incarcération. Leur sort reste inconnu en février 2014.
Selon la rumeur, Cosar serait décédé dans des circonstances obscures pendant sa détention. Le gouvernement a produit un certificat de décès pour Cosar indiquant qu'il était décédé à Damas d'un prétendu « arrêt cardiaque » à 22 h ou 22 h 25 le jour de son arrestation, même si son vol n'a même pas atterri à Qamishli avant 10 h: 30 h. Mais malgré les demandes du SUP et de la famille de Cosar, les responsables gouvernementaux ont refusé de libérer son corps. Les proches de Cosar auraient réussi à retrouver les médecins de Damas qui ont signé le certificat de décès, qui leur ont dit que le gouvernement obligeait fréquemment les médecins à signer des certificats de décès pour les détenus sans leur permettre même de voir un cadavre. Les amis, les membres de la famille et les collègues du parti croient que Cosar est peut-être encore en vie et ont allégué que le gouvernement essayait de cacher le fait qu'il avait été torturé en détention.

## Activités en Europe
Le 15 août 2012, des membres du Parti de l'union syriaque ont pris d'assaut l'ambassade syrienne à Stockholm pour protester contre le gouvernement syrien. Une dizaine de ses membres ont ensuite été arrêtés par la police suédoise.